# 75 mm Type 88
Il cannone antiaereo da 7,5 cm Type 88 (八八式七糎野戦高射砲?, Hachi-hachi-shiki nana-senti Yasen Koshahō) era un cannone antiaereo da 75 mm impiegato dall'Esercito imperiale giapponese dai primi anni trenta alla seconda guerra mondiale. Il nome era dovuto all'anno di adozione da parte dell'esercito, anno imperiale 2588, corrispondente al 1928 del calendario gregoriano. Il pezzo rimpiazzò il 75 mm Type 11 nelle unità di prima linea; eguagliava in prestazioni i pari calibro occidentali ed era considerato adeguato ad affrontare tutti i possibili bersagli che l'esercito giapponese avrebbe potuto incontrare in Asia. Benché negli anni quaranta il progresso della tecnologia aeronautica lo avesse ormai reso obsoleto, rimase in linea fino alla fine della seconda guerra mondiale.

## Storia

### Sviluppo e produzione

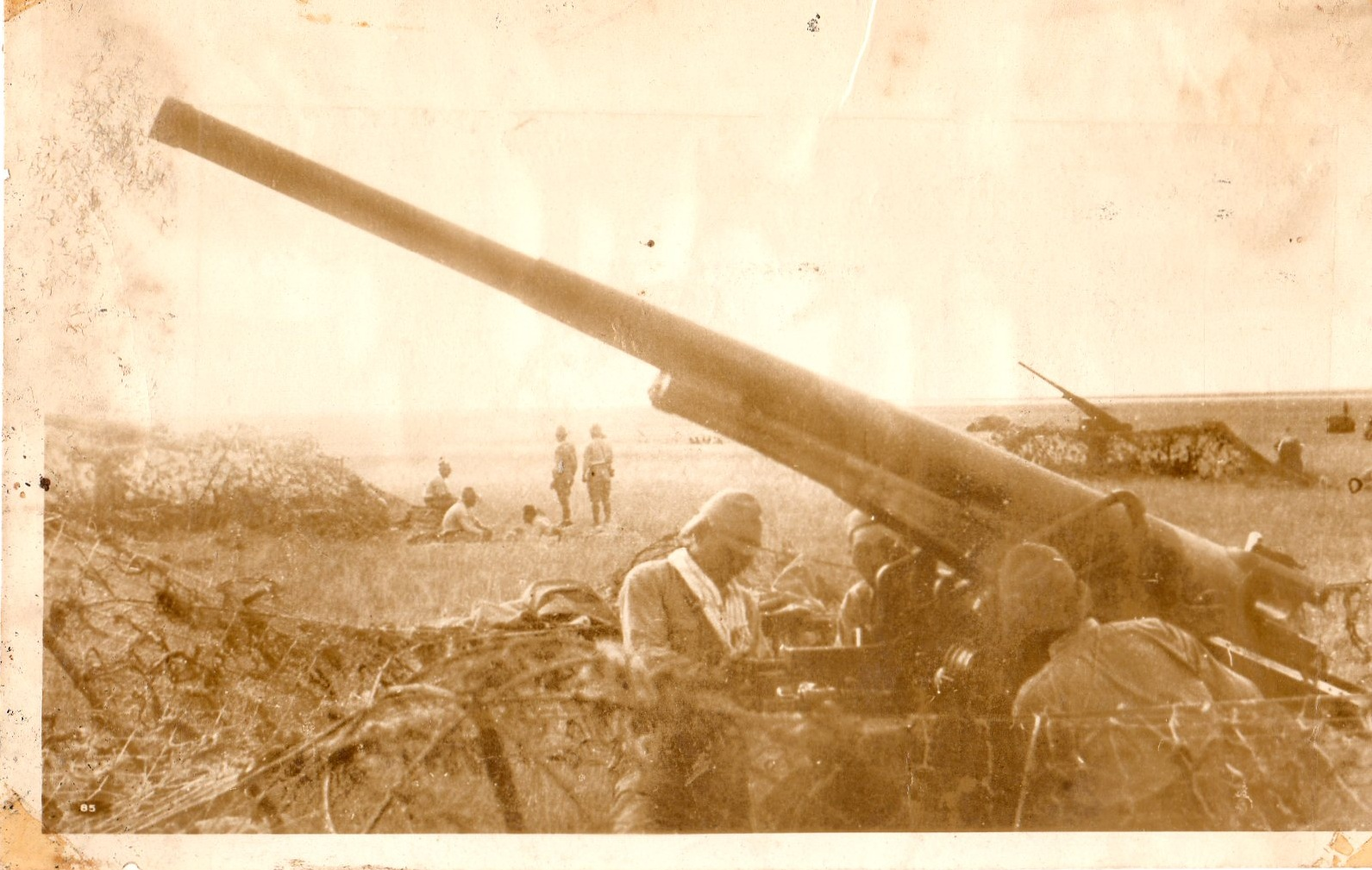
Una batteria Type 88 del 2º Reggimento artiglieria antiaerea della 1ª Divisione dell'Esercito imperiale.

Il cannone Type 88 era basato su una vasta opera di valutazione da parte dell'Ufficio tecnico dell'Esercito su diversi progetti stranieri, estrapolando le migliori caratteristiche da ogni progetto (specialmente dal cannone britannico QF 3 inch 20 cwt della prima guerra mondiale) e fondendole in un nuovo progetto nazionale, superiore al Type 11 in precisione e gittata.
Il Type 88 entrò in servizio tra il 1927 ed il 1928 e venne assegnato virtualmente a tutte le unità di artiglieria campale antiaerea, contro bersagli a media quota. Nonostante fosse un'arma difficile e costosa da produrre per l'industria giapponese del tempo, limitata per infrastrutture e tecnologie, venne tuttavia realizzata in quantitativi maggiori rispetto a tutti gli altri pezzi di artiglieria antiaerea. Oltre 2.000 pezzi vennero completati entro la resa del Giappone.
Nelle prime fasi della seconda guerra mondiale, l'intelligence alleata era convinta che il Type 88, a causa del suo nome, fosse una copia del formidabile 8,8 cm FlaK tedesco; somiglianze superficiali a parte, non vi erano connessioni con l'arma tedesca (che pesava tre volte tanto).

### Impiego operativo

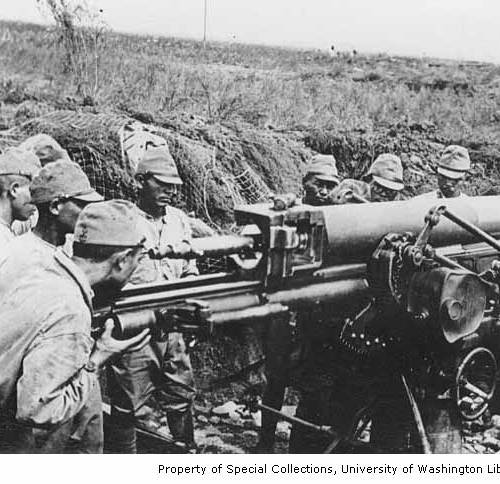
Un Type 88 usato come cannone costiero sull'isola di Attu nel 1943.

Il cannone, pezzo antiaereo mobile standard giapponese, era impiegato, dal punto di vista tattico, in batterie da 4 pezzi ciascuna. Le forze giapponesi impiegarono il Type 88 durante l'invasione giapponese della Manciuria, le guerre di confine sovietico-giapponesi e la seconda guerra sino-giapponese. L'alta velocità alla volata la rendeva un'arma molto efficace nel tiro controcarri.
Durante la battaglia di Iwo Jima e quella di Okinawa il pezzo venne usato efficacemente con le granate perforanti contro gli M4 Sherman dell'US Army e come arma da difesa costiera. Nel ruolo controcarri aveva il vantaggio del brandeggio su 360°, ma era penalizzato dalla scarsa mobilità.
Verso la fine della guerra, molti Type 88 vennero ritirati dal servizio di prima linea e riportati nelle isole metropolitane giapponesi per rafforzare le difese contro i bombardamenti alleati ed in previsione di un sbarco alleato. I cannoni vennero assegnati alla unità di difesa antiaerea delle principali città giapponesi, ma la sua gittata massima di 7.250 m era insufficiente per colpire i bombardieri strategici dell'USAAF Boeing B-29 Superfortress, che volavano ad oltre 9.700 m. Alcuni pezzi vennero assegnati anche alle batterie costiere.
Una variante del cannone venne sperimentata a bordo di un bombardiere Ki-109, nel tentativo di abbattere i B29 direttamente in quota.

## Tecnica
Il Type 88 da 75 mm aveva una canna monoblocco con otturatore a cuneo orizzontale. La culla era installata su un affusto a piedistallo. La piattaforma di tiro era costituita da cinque gambe, ognuna delle quali dotata di un piede di livellamento a vite, così come la piedistallo centrale. Per il trasporto le gambe venivano ripiegate, la canna parzialmente arretrata ed il pezzo sollevato su un assale a due ruote pneumatiche.

## Munizionamento
- Type 90: granata HE antiaerea, con spoletta antiaerea Type 89; peso granata: 6,52 kg; peso totale: 8,94 kg.
- Type 90: granata HE multiruolo, con spoletta Type 88 ad impatto o Type 88 a ritardo; peso granata: 6,35 kg; peso totale: 8,55 kg.
- Type 95: granata anticarro APHE; peso totale: 6,2 kg.